# Epacanthion buetschlii
Epacanthion buetschlii är en rundmaskart som beskrevs av Rowland Southern 1914. Epacanthion buetschlii ingår i släktet Epacanthion och familjen Enoplidae. Inga underarter finns listade i Catalogue of Life.